# Amphixystis lactiflua
Amphixystis lactiflua är en fjärilsart som beskrevs av Edward Meyrick 1911. Amphixystis lactiflua ingår i släktet Amphixystis och familjen äkta malar.
Artens utbredningsområde är Seychellerna. Inga underarter finns listade i Catalogue of Life.